# Port Noir
Port Noir (tidigare A.I ACT) är ett rockband från Södertälje. Bandet startade 2011 och deras debutalbum, Puls, släpptes under hösten 2013. Hittills har bandet släppt fyra fullängdsalbum och en EP. Bandet turnerade under våren 2017 tillsammans med bandet Pain of Salvation. Port Noir inkluderar medlemmar som tidigare varit en del av bandet Vanessa. 

## Medlemmar
- Love Andersson - gitarr, basgitarr, sång
- Andreas Hollstrand - gitarr
- Andreas Wiberg - trummor

## Diskografi

### Studioalbum
- Puls (2013)
- Any Way the Wind Carries (2016)
- The New Routine (2019)
- Cuts (2022)

### EP
- Neon (2015)

### Singlar
- "Tide" (2013)
- "Onyx" (2016)
- "Old Fashioned" (2018)
- "Young Bloods" (2019)
- "Champagne" (2019)
- "Flawless" (2019)
- "All Class" (2022)
- "Sweet & Salt" (2022)
- "Deep Waters" (2022)

### Fotnoter
1. ↑  ”svt.se”. http://www.svt.se/nyheter/lokalt/sodertalje/port-noir-forst-ut-pa-kringelfestivalen. Läst 3 januari 2017.
2. ↑  ”Debaser.se » 2013-08-21 » Port Noir + Minora”. debaser.se. Arkiverad från originalet den 4 januari 2017. https://web.archive.org/web/20170104002746/http://debaser.se/kalender/11565/. Läst 3 januari 2017.
3. ↑  ”lt.se”. Arkiverad från originalet den 4 januari 2017. https://web.archive.org/web/20170104000418/http://www.lt.se/kultur/sodertaljebandet-port-noir-har-natt-anda-fram-1. Läst 3 januari 2017.
4. ↑  ”Port Noir - [EUROPEAN TOUR SUPPORTING Pain of Salvation... | Facebook”]. www.facebook.com. https://www.facebook.com/portnoirofficial/photos/a.347345821992421.80356.333478696712467/1325375564189437/?type=3&theater. Läst 3 januari 2017.